# Монс, Виллим Иванович
Виллим Монс, подписывался де-Монс (нем. Willem Mons, 1688, герцогство Вестфалия — 26 ноября 1724, Санкт-Петербург) — брат любовницы Петра I Анны Монс, адъютант императора, камер-юнкер, камергер императорского двора. Казнён за взятки и любовную связь с императрицей Екатериной.

## Биография
Сын немецкого уроженца, золотых дел мастера (по другим известиям — виноторговца) Иоганна-Георга Монса (варианты фамилии — Монет, Мунет, Монсиана), уроженца города Миндена (Везер) и его жены Матрёны (Модесты или Матильды) Ефимовны Могерфляйш (Могрелис; 1653 — 04.10.1717). Иоганн-Георг был сыном обер-вахмистра кавалерии Тиллемана Монса и Маргариты Роббен. Родился он в Вестфалии, в 1657—1659 гг. обучался бочарному ремеслу в Вормсе. Во 2-й половине XVII в. Иоганн-Георг приехал с семьей в Россию и поселился в Москве. В семье было ещё трое детей: Матрёна (Модеста), Анна и Филимон.
К 1690 году его отец имел собственный дом и входил в круг зажиточных лиц Немецкой слободы (20 июня и 22 октября 1691 на пиру в его доме присутствовал царь Пётр I). После его смерти вдове за долги пришлось отдать мельницу и лавку, но дом с «аустерией» (гостиницей) остался за семьей. Анна Монс познакомилась с царём около 1690 года при содействии Лефорта, с той поры началось возвышение Монсов.

### Служба
В 1707 году брата фаворитки рекомендовал Петру и Меншикову прусский посланник Кейзерлинг (будущий муж Анны). Принят на военную службу в августе 1708 года. Служил волонтёром, затем генерал-(флигель-) адъютантом при генерале от кавалерии Р. Х. Боуре. Участвовал в сражении при Лесной и Полтавской битве. 30 июня 1709 под Переволочной в качестве парламентёра вёл переговоры со шведами о капитуляции и добился успеха.
В 1711 году он — лейтенант лейб-гвардии Преображенского полка (с исполнением обязанностей адъютанта при государе) и «генеральс-адъютант от кавалерии». В 1716 году, благодаря поддержке сестры Матрёны, он был определён камер-лакеем к императрице Екатерине Алексеевне и управлял вотчинной канцелярией государыни, занимаясь её перепиской и бухгалтерией. Сопровождал Екатерину во всех походах и поездках, включая Европу и персидский поход.
Владел домами в Москве и Санкт-Петербурге, несколькими имениями.
По случаю коронации супругом Екатерины императрицей 7 мая 1724 был пожалован в камергеры.[кем?]

### Казнь
8 ноября того же года Монс был арестован, обвинён во взяточничестве и других противозаконных действиях. Следствие по делу Монса производил руководитель Тайной канцелярии Пётр Толстой.
13 ноября был вынесен смертный приговор. Казнь через отсечение головы состоялась 26 ноября в Петербурге.
Истинной причиной быстрого следствия и казни была привязанность, которую питала к Виллиму императрица.
Камер-юнкер Берхгольц в своих записках описывает казнь. Вместе с Монсом «в тот пасмурный и промозглый день» были наказаны кнутом и батогами его сестра Матрёна (сослана в Тобольск), секретарь Монса Егор Столетов (сослан в Рогервик на 10 лет), Иван Балакирев (сослан в Рогервик на 3 года). Пажа Соловова (12 лет) высекли в суде и записали в солдаты. Приговор подписали: Иван Бахметев, Александр Бредихин, Иван Дмитриев-Мамонов, Андрей Ушаков, Иван Мусин-Пушкин, Иван Бутурлин и Яков Брюс. На полях Петр начертал: «Учинить по приговору».
Тело Монса несколько дней лежало на эшафоте, а голова его была заспиртована.

### Голова
В конце XVIII века княгиня Екатерина Дашкова, проверяя счета Российской академии наук, наткнулась на необыкновенно большой расход спирта, и прониклась соответствующими подозрениями. Но вызванный к начальству смотритель Яков Брюханов оказался сухоньким старичком, рассказавшим, что спирт употреблялся не сотрудниками Академии, а на научные цели — для смены раствора в больших стеклянных сосудах с двумя отрубленными человеческими головами, мужской и женской, около полувека хранившихся в подвале. О своих экспонатах он мог рассказать что «от одного из своих предшественников слышал, будто при государе Петре I жила необыкновенная красавица, которую как царь увидел, так тотчас и повелел обезглавить. Голову поместили в спирт в кунсткамере, дабы все и во все времена могли видеть, какие красавицы родятся на Руси», а мужчина был неким кавалером, пытавшимся спасти царевича Алексея. Дашкова заинтересовалась историей, подняла документы и выяснила, что заспиртованные головы принадлежат Марии Гамильтон и Виллиму Монсу (Мария Гамильтон была любовницей Петра и фрейлиной Екатерины; казнена за детоубийство).
Головы осмотрела и императрица Екатерина II, подруга Дашковой, «после чего приказала их закопать в том же подвале». Историк Семевский приводит эту легенду, но высказывает сомнение в ней, так как Дашкова, оставившая подробные мемуары, сама об этом факте не упоминает.
По другим сведениям, голова Виллима до сих пор находится в Кунсткамере, а о голове Марии существует следующая легенда: «Голова хранилась заспиртованной в стеклянной колбе. Однажды неким посетителем спирт был использован по прямому назначению, а голова исчезла. Обеспокоенные хранители музея обратились к морякам стоящего напротив Кунсткамеры корабля с просьбой найти экспонат. Моряки пообещали, однако корабль ушёл, и матросы надолго пропали. А чуть ли не через год они появились в музее и предложили взамен одной головы английской леди целых три головы подстреленных басмачей».
Историк Михаил Семевский в 1880-х годах разыскать головы в Кунсткамере не смог.

## Образ в кинематографе
- «Пётр Первый. Завещание» (2011) — Максим Радугин
- «Собор» (2021) — Илья Бледный
- «Елизавета» (2022) — Сергей Друзьяк